# 余永逸
余永逸（1972年—），香港人，澳門特區政府人才發展委員會委員，澳門大學政府與行政學系副教授，主要從事有關政黨發展與組織、香港和澳門政治與公共行政和電子政務等研究。主要著作有與史丹福大學東亞研究中心客座研究員陳明銶合編的《China’s Macao Transformed: Challenge & Development in the 21st Century》。

## 外部連結
- 越想維穩越不穩──專訪澳大副教授余永逸 （页面存档备份，存于）